# 里卡多·派拉提
里卡多·派拉提（義大利語：Riccardo Paletti，1958年6月15日—1982年6月13日）是一位義大利賽車手。里卡多·派拉提在第二次參加一級方程式賽車比賽中因在起跑線上發生撞車事故而喪生。

## 生平
里卡多·派拉提出生於義大利米蘭，是吉安娜·派拉提(Gianna Paletti) 和阿里埃托·派拉提 (Arietto Paletti) 的兒子。阿里埃托·派拉提是一位米蘭企業家，透過房地產開發累積了財富，並涉足許多商業領域，其中包括進口先鋒音響設備。
里卡多·派拉提早期的興趣非常廣泛；他在十三歲時就成為義大利青少年空手道冠軍，並爭奪義大利國家高山滑雪青年隊。

## 死亡
1982年6月13日，里卡多·派拉提獲得了加拿大大獎賽的資格。一開始，燈花了很長時間才變綠。這時，迪迪埃·皮羅尼的法拉利賽車引擎熄火了。就在信號燈變為綠色時，皮羅尼舉起了手來表示問題，但為時已晚，無法中止啟動。其他車輛在賽道上急速轉向，試圖擠過皮羅尼的車輛。勞爾·博塞爾（Raul Boesel）剛好撞上了法拉利的左後方，他的賽車旋轉著撞向埃利塞奧·薩拉薩爾 (Eliseo Salazar)和約亨·馬斯(Jochen Mass)的路徑。薩拉查、博塞爾和馬斯受到了輕微的撞擊，但看起來大家都超過了法拉利，沒有造成嚴重後果。然而，里卡多·派拉提沒能及時做出反應，以180公里/小時（110英里/小時）的速度撞上了法拉利的尾部，將其彈射到傑夫·李斯的路徑上。
由於撞擊力道過大，里卡多·派拉提胸部受了重傷，昏迷不醒地躺在車裡，被卡在方向盤上。國際汽車聯盟醫生西德·沃特金斯來到現場，穩定並協助里卡多·派拉提。當沃特金斯爬過奧塞拉的殘骸時，油箱裡的汽油被點燃，整輛車被一堵火牆包圍。當火災最終被撲滅時，受傷的里卡多·派拉提已經沒有脈搏了。救援人員花了25分鐘將他從撞毀的汽車中救出，因為切割設備產生的火花可能會重新點燃賽道上的汽油。他被一架醫療直升機送往皇家維多利亞醫院，抵達後不久就去世了。里卡多·派拉提的主動脈撕裂，雙腿骨折。醫生雅克·布沙爾 (Jacques Bouchard) 表示醫務人員到達時，他的瞳孔已經擴大。